# Palata
Palata è un comune italiano di 1 478 abitanti della provincia di Campobasso in Molise. In passato nella cittadina si è stanziata una comunità di Croati, qui immigrata nel XVI secolo, la cui cultura è stata poi progressivamente assimilata dalla popolazione italiana.

## Geografia fisica

### Fiumi
Presso Palata da Il Monte (541 m s.l.m.), nasce il torrente Sinarca che sfocia nel mare Adriatico presso l'antica omonima torretta nel comune di Termoli.

### Clima
A Palata il clima è mite data la sua posizione in collina. D'inverno il clima è tendenzialmente freddo soprattutto durante le irruzioni di aria fredda dai balcani con conseguenti nevicate. D'estate le temperature raggiungono e spesso superano i 30 °C.

## Storia
Il centro fu fondato nel XII secolo circa, quando era una contrada di Acquaviva Collecroce, chiamata "Paludella". Appartenendo al Contado di Molise con città amministrativa Bojano, fu possesso di vari signori tra i quali gli Orsini e i Toraldo. 
Fino al XVII secolo sopravvisse una frazione di origini normanne di nome Santa Giusta, poi abbandonata per il grande attacco ottomano. Dopo danneggiamenti dovuti a terremoti, nel 1456 quello distruttivo del Sannio (noto come "Gradina") e successivamente nel 1663, il comune fu colonizzato da popolazioni slave in fuga dall'Impero ottomano, fattore verificatosi nei comuni presso la costa molisana nei dintorni di Termoli. Nel 1531 dunque le popolazioni slave costruirono nuovamente il borgo quasi abbandonato, il cui simbolo oggi è la chiesa di Santa Maria La Nova. Dal 1806 fa parte del Distretto di Campobasso, convertito in provincia dal 1949.

### Feudatari di Palata
Il primo feudatario fu Roberto della Rocca nel XII secolo. Nel 1269 con il governo di Carlo d'Angiò, Palata passò a Francesco della Fosta. Nel 1315 fu del conte di Gravina, nel 1354 passò al regio demanio per mancanza di eredi. La famiglia Ionata tenne il feudo sino al XVI secolo. Il feudo passò poi a Giovanni Orsini, il quale subì la confisca dei beni per fellonia. Palata venne divisa tra Clemente Issacar (Izaguirre) e Alvaro de Bracamonte. Sul finire del XVI secolo Palata pervenne alla famiglia Toraldo d'Aragona in seguito al matrimonio di Vincenzo Toraldo con l'erede di Alvaro de Brancamonte, Luisa Bracamonte. Il padre di Vincenzo, Gaspare Toraldo, aveva già acquisito per matrimonio metà del feudo di Palata avendo sposato in seconde nozze l'erede di Clemente Issacar, Cassandra. Il figlio di Vincenzo Toraldo e Luisa Bracamonte, Francesco Toraldo, ottenne nel 1646 il titolo di duca di Palata e nel 1647 sposò Alvina Frezza, dalla quale ebbe un'unica figlia ed erede, Francesca Toraldo d'Aragona Frezza (1647-1724). Quest'ultima, sposatasi con Melchor de Navarra y Rocafull, si trasferì in Perù nel 1681 in seguito alla nomina del marito a viceré. Dal matrimonio nacquero due figlie, Cecilia ed Elvira. Il feudo di Palata passò per matrimonio al figlio ed erede di Cecilia, avuto dal matrimonio con Pedro Luis de Híjar, conte di Belchite, ovvero Antonio Melchor Fernández de Híjar. Morto quest'ultimo nel 1734, il titolo di duca di Palata passò al nipote Francisco Antonio Zapata de Calatayud, figlio della sorella Francisca Fernández de Híjar e del di lei consorte Ximen Pérez Zapata de Calatayud, conte del Real, di Villamonte e di Sinarcas. Francisco Antonio sposò Maria Joaquina Fernández de Heredia Zapata y Calatayud dalla quale non ebbe eredi, pertanto il feudo di Palata passò alla sorella di lui María Agustina. María Augustina sposò il rinomato politico e militare spagnolo Jaime de Guzmán-Dávalos y Spínola ma dal matrimonio non nacquero figli, pertanto i titoli da lei detenuti passarono ad un suo nipote (figlio della sorella Inés María Zapata de Calatayud e del di lei consorte  Juan José de Azlor, conte di Guara), Juan Pablo de Aragón-Azlor (1730-1790). Gli ultimi feudatari di Palata sino all'eversione della feudalità furono i figli Víctor Amadeo de Aragón-Azlor y Pignatelli (1779-1792) e il fratello di questi José Antonio de Aragón-Azlor y Pignatelli de Aragón (1785-1852), nati dal matrimonio con María Manuela Pignatelli de Aragón Gonzaga (figlia del diplomatico spagnolo Joaquín Atanasio Pignatelli de Aragón y Moncayo e della sua consorte Maria Luisa Gonzaga).

### Simboli
Lo stemma e il gonfalone sono stati concessi con decreto del presidente della Repubblica del 27 dicembre 1991.
Il gonfalone è un drappo di bianco.

## Monumenti e luoghi d'interesse
Il centro attuale risale al XVII secolo, costruito sopra un colle non troppo elevato, in posizione dominante verso il mare. Il villaggio non ha una pianta ben precisa scandita da cardo o decumano, ma le casette attaccate l'una all'altra, realizzate con materiale povero, si raggruppano attorno alla chiesa parrocchiale, in posizione svettante. Del centro medievale, distrutto dal terremoto, non resta che qualche casa e la torre circolare del palazzo ducale, presso la chiesa parrocchiale. La torre è realizzata in pietra grezza, con una finestra di controllo, e il tetto di tegole.

### Architetture religiose
- Chiesa di Santa Maria La Nova: la chiesa fu realizzata nel 1531, come rileva un'iscrizione su una pietra dell'arco maggiore del portale. Nel primo Novecento fu ampiamente restaurata, assumendo all'esterno uno stile moresco, rifacimento commissionato nel 1928 da don Emilio Vetta, mentre l'impianto assumeva quello di una basilica a croce latina; la chiesa ha tre navate, con 8 arcate le cui prime due sono murate. Vi si accede dal monumentale portale provvisto di edicoletta a spioventi, il campanile è una torre provvista di cuspide ottagonale. L'interno conserva gli altari dell'Addolorata, di San Giuseppe, di San Nicola, del Sacro Cuore, di Sant'Antonio di Padova. L'altare pregiato è il maggiore, lavorato in stucco, a riprodurre dei finti marmi, opera di maestro Gregorio da Palata (1725). Il coro ha 11 stalli, quello centrale è in pietra scolpita con lo stemma vescovile a 3 pere "moscarelle", voluto dal Monsignor Giannandrea Moscarelli.
- Chiesa di San Rocco: faceva parte di un complesso dei Francescani oggi distrutto, a causa dell'invasione turca del 1556. Nell'incendio si perse il Crocifisso di Anagni donato a Ottavio Ionata. La chiesa aveva comunque le rendite, soppresse nel 1867. Restaurata nel 1890 e nel 1945 dopo i danni della guerra, si presenta in stile settecentesco, con un portale architavato in pietra e torre campanaria dotata di cuspide.
- Chiesa di Santa Giusta, si trova nella contrada omonima, e si mostra coma una tipica chiesa ottocentesca di campagna, con soffitto spiovente, e l'interno decorato da una nicchia all'altare, con la statua.

## Società

### Evoluzione demografica
Abitanti censiti

## Amministrazione
Di seguito è presentata una tabella relativa alle amministrazioni che si sono succedute in questo comune.
| Periodo        | Periodo        | Primo cittadino         | Partito                       | Carica  | Note  |
| -------------- | -------------- | ----------------------- | ----------------------------- | ------- | ----- |
| 5 giugno 1985  | 24 maggio 1990 | Giovanni Di Spirito     | Partito Comunista Italiano    | Sindaco | [ 7 ] |
| 24 maggio 1990 | 24 aprile 1995 | Nicola Giuseppe Di Lena | Democrazia Cristiana          | Sindaco | [ 7 ] |
| 24 aprile 1995 | 14 giugno 1999 | Silvio Murazzo          | Partito Popolare Italiano     | Sindaco | [ 7 ] |
| 14 giugno 1999 | 14 giugno 2004 | Antonio Staniscia       | lista civica                  | Sindaco | [ 7 ] |
| 14 giugno 2004 | 8 giugno 2009  | Antonio Staniscia       | lista civica                  | Sindaco | [ 7 ] |
| 8 giugno 2009  | 26 maggio 2014 | Michele Berchicci       | lista civica                  | Sindaco | [ 7 ] |
| 26 maggio 2014 | 27 maggio 2019 | Michele Berchicci       | lista civica Di nuovo insieme | Sindaco | [ 7 ] |
| 27 maggio 2019 | 9 giugno 2024  | Maria Di Lena           | lista civica Siamo Palata     | Sindaco | [ 7 ] |
| 9 giugno 2024  | in carica      | Maria Di Lena           | lista civica Siamo Palata     | Sindaco | [ 7 ] |

### Gemellaggi
- Raszków, dal 2012